# Copelatus darlingtoni
Copelatus darlingtoni är en skalbaggsart som beskrevs av Young 1942. Copelatus darlingtoni ingår i släktet Copelatus och familjen dykare. Inga underarter finns listade i Catalogue of Life.